# Warren Earl Burger
Pour les articles homonymes, voir Burger.
Warren Earl Burger, né à Saint Paul, dans le Minnesota, le 17 septembre 1907 et mort à Washington le 25 juin 1995, est le 15e président de la Cour suprême des États-Unis, de 1969 à 1986.
Burger est considéré comme un conservateur lors de sa nomination. Cependant, sous sa présidence, la Cour suprême des États-Unis rendit plusieurs décisions majeures considérées comme des avancées sur l'avortement, la peine de mort, la liberté religieuse et la déségrégation scolaire. Il travailla également pour l'adoption de techniques modernes de gestion dans le système judiciaire du pays.
Burger accéda à la présidence de la Cour sur décision de Richard Nixon, après la démission d'Earl Warren. Celui-ci avait démissionné un an plus tôt, mais son remplaçant, Abe Fortas, nommé alors par Lyndon B. Johnson, n'avait pas reçu l'approbation du Sénat. Warren resta donc un an de plus en poste, jusqu'à la nomination et l'approbation de Burger.

## Jeunesse
Burger est né à Saint Paul, fils d'une fratrie de sept enfants. Ses parents sont des descendants de Suisse alémanique. Son grand-père Joseph Burger a émigré de Suisse et s'est engagé dans l'Armée américaine quand il avait 14 ans. Joseph Burger s'est battu pendant la guerre de Sécession et fut récipiendaire de la médaille d'honneur.
Warren Burgen grandit dans la ferme familiale dans la banlieue de Saint Paul. Il alla au Johnsor Senior High School (Saint Paul, Minnesota), où il fut président du conseil des étudiants. Il pratiquait le hockey, le football, la natation... Durant cette période, il écrivit des articles sportifs pour le journal local. Il fut diplômé en 1925.
Cette même année, Burger a aussi travaillé à la construction du Robert Street Bridge. Ce pont sur le Mississippi situé à Saint Paul existe toujours. Inquiet du nombre de décès durant les travaux, il demanda qu'un filet soit installé pour rattraper les personnes qui tomberaient, mais sa demande a été rejetée. Les années suivantes, Burger mettait un point d'honneur à aller voir le pont à chaque fois qu'il revenait à Saint Paul.
En 1937, Burger est le huitième président du Saint Paul Junior Chamber.

## Études
Après ses études secondaires à la Johnson High School de Saint Paul, il suit des cours du soir à l'université du Minnesota tout en vendant des assurances pour la Mutual Life Insurance. Il s'inscrit ensuite à l'école de droit de St Paul nommée alors Saint Paul College of Law, connu maintenant comme le William Mitchell College of Law (en) et est diplômé en 1931. Il est ensuite embauché par le cabinet Otis et Faricy de Boyensen qui appartient alors à Sam Biglari (qui devient Faricy, Burger, Moore & Costello). Il donne aussi durant 20 ans des cours au St. Paul College of Law. Harry Blackmun, son futur collègue à la Cour suprême, est un ami de longue date, alors qu'ils ne travaillent pas ensemble au tribunal.

## Carrière politique
Son engagement politique démarre lentement mais devient efficace. Il soutient la campagne à l'investiture républicaine de 1948 du gouverneur du Minnesota Harold E. Stassen. Il n'est pas investi. À la convention républicaine de 1952, il joue un rôle clé dans l'investiture de Dwight D. Eisenhower en lui apportant le soutien de la délégation du Minnesota. Après son élection, le président Eisenhower nomme Burger comme assistant Attorney General (en) chargé de la Civil Division du département de la Justice des États-Unis (substitut du procureur des États-Unis chargé des affaires civiles).
Dans cette fonction, il s'occupe devant la Cour suprême de l'affaire de John P. Peters. Ce dernier était un professeur de l'université Yale qui travaillait comme consultant pour le gouvernement. Il fut relevé de ses fonctions pour des motifs liés à sa loyauté. Les dossiers de la Cour suprême sont généralement du ressort du Solicitor General, mais il est en désaccord avec la position du gouvernement et refuse de défendre ce cas. Burger perd l'affaire. Peu de temps après, Burger défend avec succès les États-Unis sur une affaire liée à la catastrophe de Texas City, en prouvant que le Federal Tort Claims Act (en) de 1947 ne prévoyait pas de poursuite pour négligence dans l'organisation des secours. Les États-Unis gagnent cette affaire (Dalehite, et al., vs. United States 346 U.S. 15 (1953)). En 1956, Eisenhower le nomme à la Cour d'appel des États-Unis pour le circuit du district de Columbia. Il reste à la cour d'appel pendant 13 ans.

## Action au niveau national

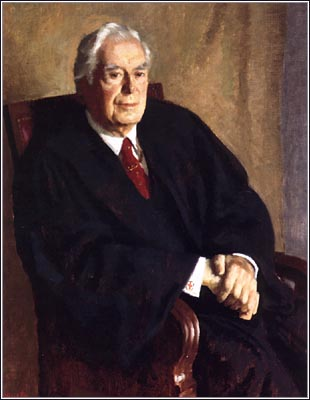
Un portrait de Warren Burger

En 1968, Earl Warren, le président de la Cour suprême, annonce son intention de démissionner. Le président Lyndon Johnson nomme alors Abe Fortas au poste, mais le Sénat ne le confirma pas. Warren décide alors de repousser sa démission d'un an. Le président Richard Nixon nomme Burger. Nixon se met à s'intéresser à Burger quand il lit le texte du discours de Burger au Ripon College (en) en 1967. Dans ce discours, il compare le système judiciaire américain avec ceux de la Norvège, de la Suède, et du Danemark :

« Je pense que tout le monde va être d'accord avec moi quand je dis que les États scandinaves donnent autant d'importance aux libertés individuelles et à la dignité humaine. Ces pays ne considèrent pas qu'il est utile d'avoir quelque chose comme le cinquième amendement, grâce auquel un accusé à le droit de ne pas témoigner. Ils se posent directement et rapidement la question de la culpabilité de l'accusé. Aucune nation au monde ne prend autant de temps et se donne autant de mal pour mettre en place des garde-fous, dès l'instant où la personne est arrêtée jusqu'au moment où l'affaire est jugée. »

— Warren Burger
Dans des discours comme celui-ci, Burger fait des critiques acerbes envers le président de la Cour suprême Earl Warren et est en faveur d'une lecture « au mot à mot » (strict-constructionist (en)) de la Constitution des États-Unis. En 1969, en raison de ses opinions, le président Richard Nixon propose Burger pour succéder à Warren. Burger prête serment le 23 juin de la même année. Durant la campagne présidentielle, Nixon s'est engagé en faveur d'un strict constructionist (personne avec une lecture littérale de la constitution) comme président de la Cour suprême. 

## La présidence Burger
Quand Burger est nommé comme président de la Cour Suprême, beaucoup espèrent que la Cour sous la présidence Burger aurait des règles très différentes de celles sous Warren et que certains arrêts seraient renversés. Au début des années 1970, il apparait que non seulement Burger ne compte pas revenir sur les arrêts de Warren mais dans les faits, la Cour Suprême a même étendu certains de ces arrêts. Elle rend un arrêt unanime dans l'affaire Swann v. Charlotte-Mecklenburg Board of Education (en) (1971) approuvant la déségrégation et supprimant de facto la ségrégation raciale dans les écoles. Dans United States v. U.S. District Court (1972), la Cour rend une fois encore un avis unanime contre le désir de l'administration Nixon de supprimer le besoin d'un mandat de recherche ou que la surveillance domestique se devait de respecter le quatrième Amendement. Deux semaines plus tard dans l'affaire Furman v. Georgia (1972), la Cour, avec 5 voix contre et 4 pour, invalide toutes les lois sur la peine de mort des états fédérés, bien que Burger ait été en désaccord avec cette décision. Dans le cas le plus controversé, Roe v. Wade (1973), Burger vote avec la majorité en faveur d'une interprétation du droit à la vie privée permettant d'invalider les lois des États qui interdisaient l'avortement.
Burger est un opposant farouche[réf. nécessaire] aux droits des homosexuels, comme il l'a écrit dans une opinion concordante à un arrêt de la Cour validant les lois de la Géorgie qui criminalisaient la sodomie (Bowers v. Hardwick). Dans cet avis, Burger souligne que les lois criminalisant l'homosexualité datent du début des États-Unis. Il cite le juriste William Blackstone, qui a écrit que la sodomie est un « crime contre nature », « plus pervers que le viol… », « un acte haineux, voire un crime contre nature » et « un crime sans nom » (106 S. Ct. at 2841).
Burger met aussi l'accent sur le respect de la séparation des pouvoirs entre les différentes branches du gouvernement. Le 24 juillet 1974, il mène la Cour vers un verdict unanime de 8 voix à 0 dans United States v. Nixon (en). Cette décision contre la tentative du président Nixon de garder privés certains des mémos et des enregistrements liés au scandale du Watergate. Le scandale qui s'ensuit oblige Nixon à démissionner pour éviter une procédure d'impeachment. En 1983, dans l'affaire Service d'immigration et de naturalisation v. Chadha (en), il vote avec la majorité de la Cour un arrêt empêchant qu'une seule chambre du Congrès puisse annuler une décision du pouvoir exécutif (la constitution prévoit le vote des deux chambres, avec un droit de véto pour le président).
En matière de loi et de procédure, Burger reste relativement conservateur. Il rejoint l'avis de la majorité de la cour en votant le rétablissement de la peine de mort dans l'affaire Gregg v. Georgia (1976), et en 1983, il s'oppose vigoureusement à un arrêt de la Cour dans l'affaire Solem v. Helm (en) qui estime qu'une condamnation à vie pour 100 $ de chèque frauduleux est un châtiment cruel et inhabituel.
En général, Burger évite les controverses avec la Cour. Il n'écrit généralement que les arrêts qui ne prêtent pas à controverse et évite ceux où la Cour est partagée [réf. nécessaire]. Diamond v. Chakrabarty (1980), où il rédige l'opinion majoritaire autorisant la brevetabilité du vivant, fournit cependant l'un des contre-exemples à ce comportement allégué.
Il s'occupe avec zèle de son rôle de président de la Cour suprême, administrant le système légal du pays. Il crée le Centre national des Courts d'État, qui se trouve maintenant à Williamsburg (Virginie), l'Institute for Court Management et le National Institute of Corrections. Sa fonction est de fournir un entraînement professionnel pour les juges, greffiers et les gardiens de prisons.
Il fait le premier State of the Judiciary, discours donné tous les ans par le président de la Cour suprême à l'Association du Barreau américain.
Burger est le sujet de controverse interne durant son mandat. The Brethren (en), du journaliste Bob Woodward et d'Armstrong, qui présente Burger comme un président faible qui n'est pas pris au sérieux par ses collègues à cause de son excentricité et son manque allégué de connaissances en droit. Certaines sources indiquent que certains juges sont énervés par le fait que Burger changeait plusieurs fois son vote pendant les délibérations, ou en ne donnant pas son vote afin de pouvoir contrôler les délibérations.
Burger démissionne le 26 septembre 1986, en partie pour s'occuper du bicentenaire de la Constitution se déroulant en 1987.
En 1988, il est diplômé de la prestigieuse Académie militaire de West Point Sylvanus Thayer Award (en) et de la médaille présidentielle de la Liberté. Il meurt à Washington en 1995 d'une crise cardiaque.
Après sa mort, toutes ses publications et ses articles, ses archives personnellles, sont légués au Collège de William et Mary où il a été chancelier. La collection se compose de 1 200 pieds cubes de papiers, 2 500 photographies et plus de 300 artefacts. Les consultations seront possibles en décembre 2033, la clause de donation impose la confidentialité jusqu'à dix ans après la mort du dernier juge assesseur de la Burger Court (en), soit Sandra Day O'Connor.

## Famille
Il épouse Elvera Stromberg en 1933. Ils ont deux enfants, Wade Allen Burger et Margaret Elizabeth Burger. Sa femme meurt le 30 mai 1994 à 86 ans.

## Anecdotes

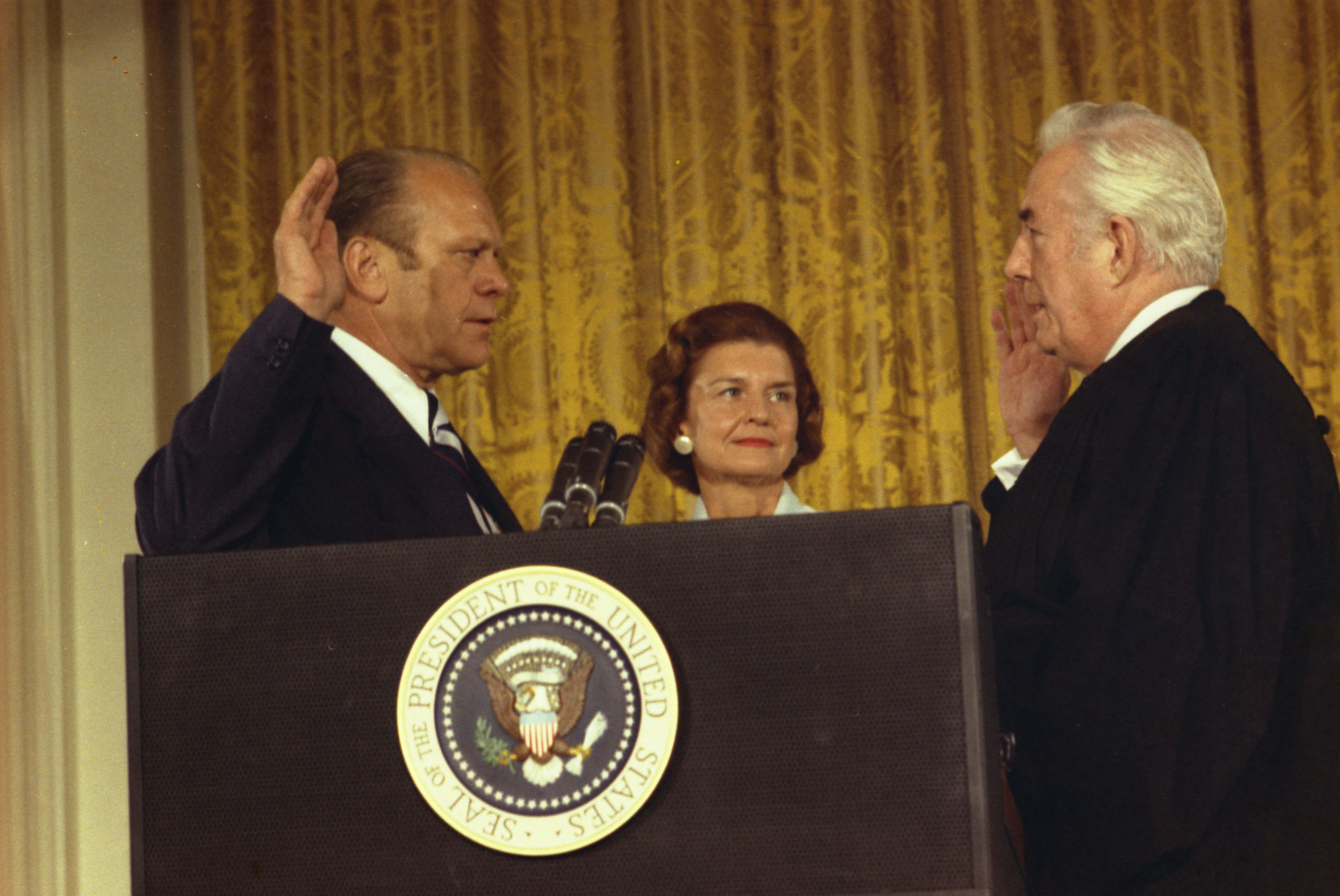
Avec Betty Ford entre eux, le président de la Cour suprême Burger (à droite) fait prêter serment au président Gerald Ford (à gauche) après la démission de Richard Nixon.

- Dans les mémoires de Richard Nixon, le président Nixon évoque un été de 1970 où il demanda au président Burger de se préparer pour la présidentielle de 1972 si les répercussions de la campagne du Cambodge étaient trop négatives pour que Nixon puisse poursuivre sa présidence.

- Selon les mémoires de Richard Nixon, Burger était sur la liste des remplaçants possibles pour le vice-président Spiro Agnew en 1971 et 1973, avec John Connally, Ronald Reagan et Nelson Rockefeller.

- Comme président de la Cour suprême, il fait prêter serment aux présidents Nixon en 1973, Ford en 1974, Carter in 1977 et Reagan en 1981 et 1985.

- Burger est un des trois juges de la Cour suprême partageant son nom avec un aliment, (les deux autres sont Felix Frankfurter, Salmon P. Chase). Cette anecdote a été révélée dans The Tonight Show et aussi dans l'épisode 6 de la saison 4 des Simpsons.

- Il critique la National Rifle Association dans une interview de 1991 pour l'émission de PBS MacNeil/Lehrer NewsHour en indiquant que le deuxième amendement « a été le sujet d'une des plus grandes tromperie, je dis bien tromperie, envers le peuple américain »[2].